# ژوسوا گیلاووگی
ژوسوا گیلاووگی (انگلیسی: Josuha Guilavogui؛ زاده ۱۹ سپتامبر ۱۹۹۰) بازیکن فوتبال اهل فرانسه است.